# Ithomia arduinna
Ithomia arduinna är en fjärilsart som beskrevs av Ferreira d'almeida 1952. Ithomia arduinna ingår i släktet Ithomia och familjen praktfjärilar. Inga underarter finns listade i Catalogue of Life.